# Éric Bernard (pilota automobilistico)
Éric Jacques Bernard (Martigues, 24 agosto 1964) è un ex pilota automobilistico francese di Formula 1.

## Carriera

### Gli inizi
La passione di Bernard per le corse iniziò nel 1975, ispirato da Alain Prost che in quel momento si stava affermando nel campionato nazionale di kart. L'anno seguente, decise quindi di seguire le orme del connazionale e in sette anni riuscì a vincere quattro titoli di categoria. Nel 1983 si affermò in una competizione organizzata dalla Elf, battendo Jean Alesi e Bertrand Gachot, e ottenne una sponsorizzazione per l'anno seguente, in cui prese parte al campionato di Formula Renault. Conquistò tale campionato nel 1985.
Passato in F3 francese, ne divenne vicecampione nel 1987, preceduto dal rivale Alesi, con cui, nel 1988, compì il salto di categoria in Formula 3000. Sempre nel 1987 prese parte al Gran Premio di Macao, terminando la corsa all'ottavo posto con una vettura del team KTR.
Nel primo anno in Formula 3000 risultò il migliore tra gli esordienti, attirando l'attenzione di vari team di Formula 1. Bernard ottenne il primo successo l'anno seguente, guidando per il team DAMS e chiuse la sua seconda stagione al terzo posto.

### Formula 1
Sempre nel 1989, Bernard esordì in Formula 1 al Gran Premio di Francia, guidando una Lola del team Larrousse e terminando undicesimo. Con la squadra transalpina partecipò anche alla successiva gara di Silverstone, conclusa con un ritiro. In campionato non ottenne quindi alcun punto, ma nel mese di ottobre venne reso noto il suo ingaggio come pilota titolare per la stagione successiva, con un contratto di un anno con opzione di rinnovo per il secondo.
L'anno successivo Bernard poté quindi disputare l'intera stagione, in cui ottenne cinque punti. Il pilota francese fu autore di un'ottima prestazione al Gran Premio di Gran Bretagna, che concluse con un quarto posto precedendo Nelson Piquet e, nel complesso, risultò spesso più veloce del compagno di squadra Aguri Suzuki in qualifica.
Dato il sostegno che la Elf, all'epoca sponsor principale della Williams, gli aveva garantito in passato si vociferò di un interessamento per il pilota francese da parte del team britannico, poi mai concretizzato.
A rafforzare l'idea fu il fatto che la Elf voleva un pilota francese dopo la partenza di Thierry Boutsen, per questo anche Alesi fu accostato alla Williams.
Rimasto in Larrousse anche nel 1991, andò incontro a un'annata deludente, ottenendo un solo punto. A fine stagione fu inoltre protagonista di un grave incidente durante le prove del Gran Premio del Giappone, che gli procurò varie fratture alla gamba sinistra e la rottura della rotula.
Inizialmente sembrava potesse rientrare in tempo per l'inizio della nuova stagione, tanto che aveva avuto contatti sia con Ligier, per via dei suoi legami con Renault ed ELF, sia con Larrousse con cui stava trattando un rinnovo del contratto, ma a causa del perdurare dell'infortunio le trattative con entrambe le squadre saltarono.
Senza un volante in Formula 1 per il 1992, venne ingaggiato da Peugeot per gareggiare negli sport prototipo, ma la struttura dell'abitacolo della Peugeot 905 mal si adattava alle condizioni fisiche del pilota, che subì una nuova rottura dell'osso mal solidificato della gamba durante un test privato al Paul Ricard, costringendolo a saltare il resto della stagione. Nello stesso anno venne contattato sia dalla Williams F1 per svolgere il ruolo di tester, sia dal Team Menard per partecipare alla Indy 500 ma non poté accettare nessuna delle due offerte in quanto non ancora ripresosi completamente.
Tornò in Formula 1 nel 1993, come collaudatore per la Ligier, grazie alla Elf. Il 14 aprile del 1993 fece il suo primo test con la Ligier JS39, testando le sospensioni attive a Magny Cours. Sempre nello stesso anno e in quello successivo partecipò alla Elf Masters Karting svoltasi a Parigi. Svolse inoltre anche un test con Benetton. 
Un anno dopo, la squadra francese lo promosse a pilota titolare, al fianco dell'esordiente Olivier Panis (nonostante l'interesse della Benetton come seconda guida). La stagione cominciò con varie difficoltà, anche a seguito dell'arresto del titolare del team Cyril de Rouvre e di una disponibilità di fondi ridotta da parte della casa francese. Inoltre, Bernard faticò a riprendere il ritmo gara e Panis riuscì a batterlo costantemente, anche perché dal Gran Premio di Monaco Bernard non ha avuto più aggiornamenti alla sua auto a differenza di Oliver Panis. Bernard ottenne comunque il terzo posto al Gran Premio di Germania, il suo miglior risultato in Formula 1 che gli permise di conservare il suo posto in Ligier, dato che si riteneva che JJ Lehto potesse sostituirlo. Alla vigilia del Gran Premio d'Europa, la Ligier decise di scambiarlo con il pilota britannico Johnny Herbert, mentre Bernard si trasferì alla Lotus, compiendo il percorso inverso. Dopo una gara, venne sostituito dal finlandese Mika Salo e questo segnò di fatto la fine della sua carriera in Formula 1.

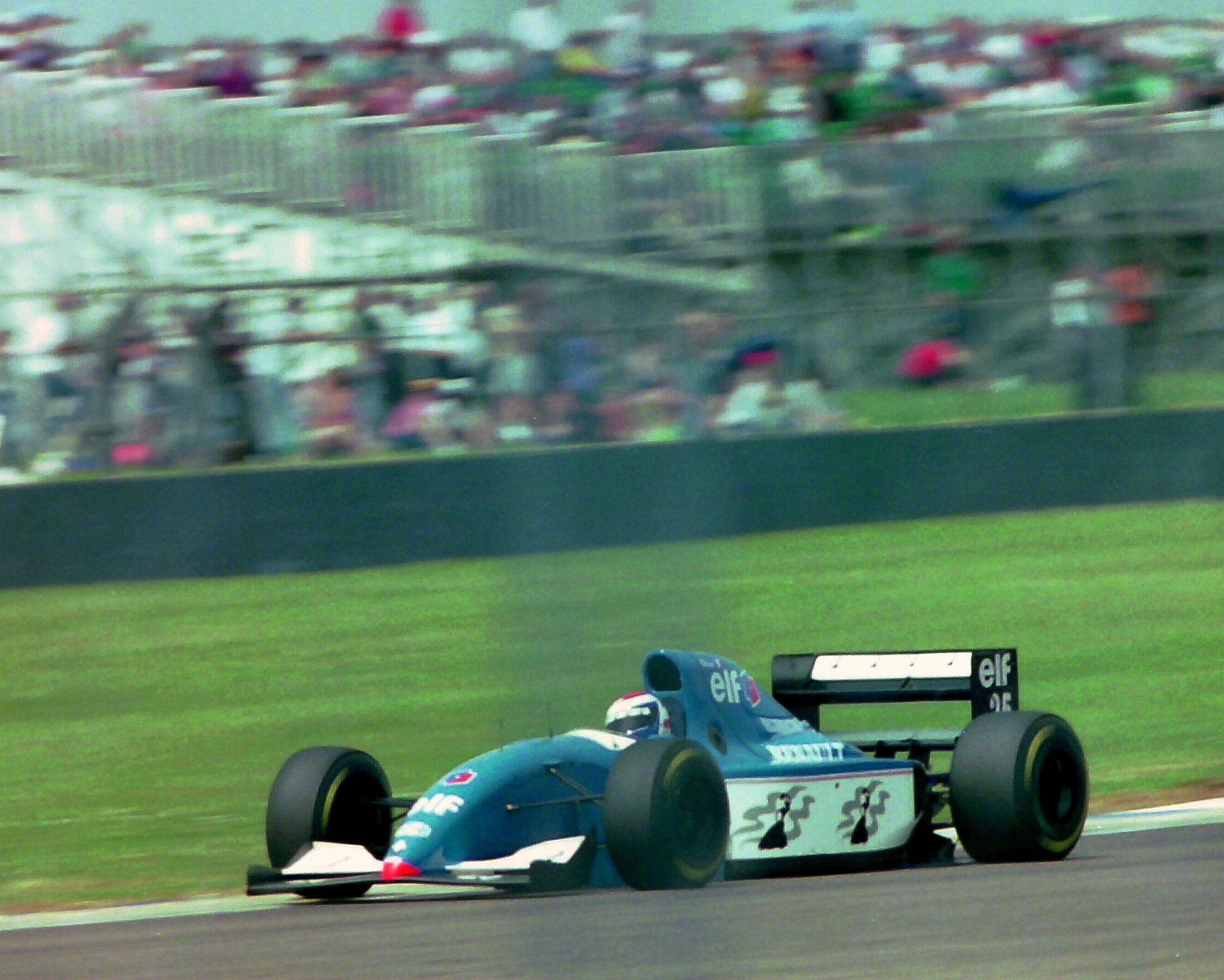
Éric Bernard durante il Gran Premio di Gran Bretagna del 1994

 A Bernard venne proposto il suo ritorno in Ligier per gli ultimi due Gran Premi, ma rifiutò la proposta.
Sempre nel 1994 il pilota collaborò con Renault per lo sviluppo del prototipo Espace F1, che testò al Paul Ricard e a Magny Cours.
Nel 1995 Bernard si era accordato per gareggiare con la Larrousse e il suo compagno avrebbe dovuto essere Christophe Bouchut, ma il team versava in una grave crisi finanziaria. Pur risultando iscritta al Gran Premio di San Marino, la squadra non prese parte alla gara e si ritirò dal campionato.

### Altre competizioni
Nel 1994, Bernard partecipò alla 4 ore di Paul Ricard con la 911 Carrera RS del team Crisal Compétition, finendo dodicesimo con compagni Jérôme Brarda e Thiérry Guiod.
Nel 1995, non avendo alcun accordo per la Formula 1, si dedicò a tempo pieno alle corse di auto sportive. A giugno debuttò alla 24 Ore di Le Mans, guidando la Courage C41-Chevrolet n. 11 per Courage Compétition. I suoi copiloti erano Henri Pescarolo e Franck Lagorce. Si ritirarono dopo appena 26 giri.
L'anno successivo tornò a Le Mans con il team italiano Ennea/Igol, condividendo la Ferrari F40 GTE # 45 con Paul Belmondo e Jean-Marc Gounon, ritirandosi nuovamente dopo 40 giri. Nel 1996 ha partecipato con la stessa vettura al Campionato Mondiale GT, conquistando tre podi (Monza, Jarama, Zhuhai) e concludendo la stagione in ottava posizione.
Per la stagione 1997 si unì alla Panoz Motorsports e al team partner DAMS per guidare la GTR-1 in diverse competizioni (campionati IMSA e FIA GT). Nella maggior parte delle gare il suo copilota era Franck Lagorce e, in coppia con David Brabham, ha vinto la gara IMSA a Laguna Seca.

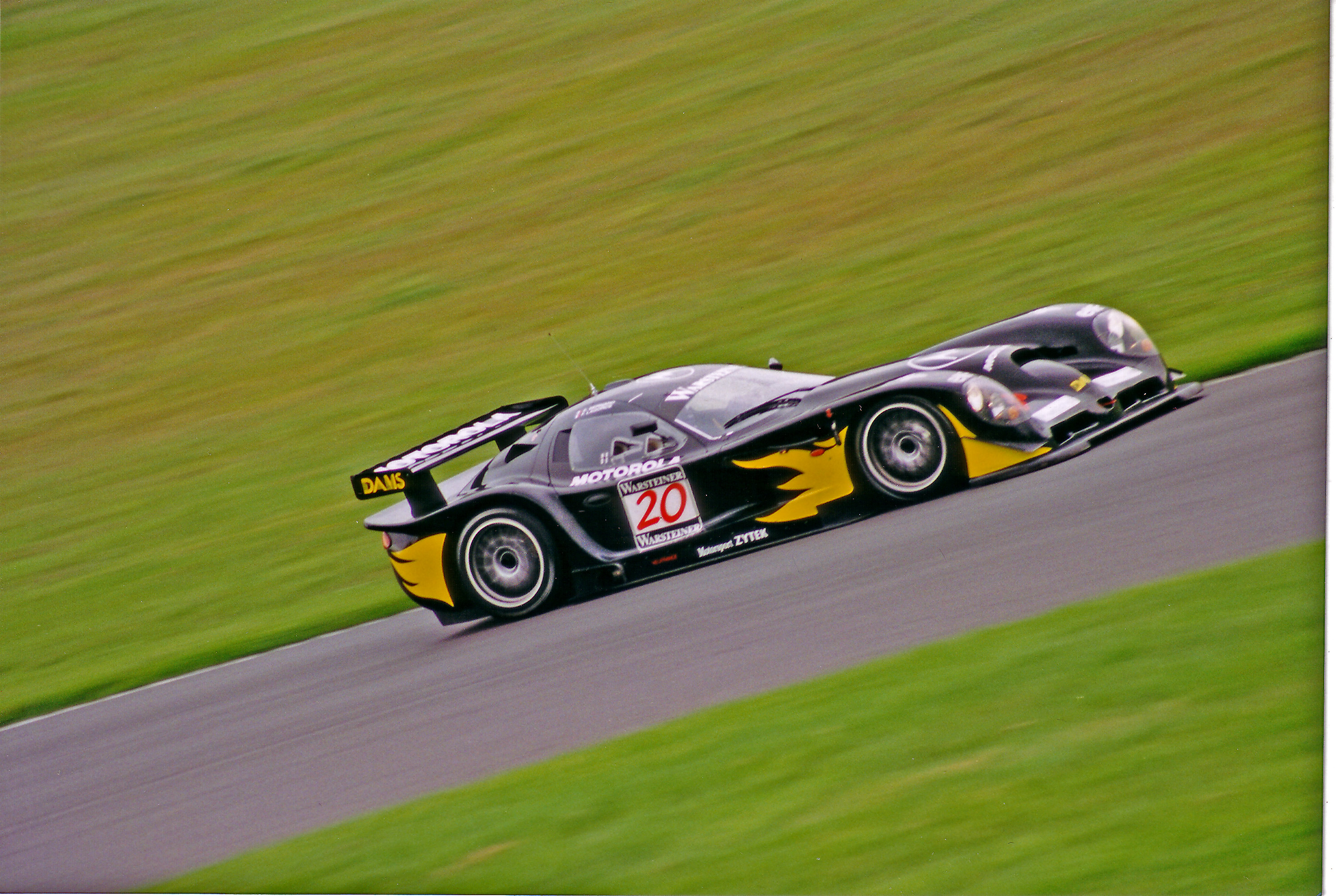
Èric Bernard a Silverstone nel 1997

Alla 24 Ore di Le Mans del 1997, Bernard, Lagorce e Jean-Christophe Boullion hanno gareggiato con la Panoz GTR-1 # 52. Una perdita d'olio fermò la vettura dopo 149 giri.
Nel 1998 rimase con Panoz Motorsport e DAMS, continuando a guidare una Panoz GTR-1 e ottenendo poche vittorie di classe e podi nel FIA GT Championship e nel US Road Racing Championship. Nel febbraio 1998 debuttò alla 24 Ore di Daytona non terminando la gara. Alla 12 Ore di Sebring giunse quarto insieme a Jamie Davies e Doc Bundy.
Alla 24 Ore di Le Mans del 1998 ha registrato il suo quarto ritiro consecutivo; questa volta condivideva la # 44 Panoz GTR-1 con Christophe Tinseau e Johnny O'Connell. Si sono ritirati con il cambio rotto dopo 236 giri.
Per il 1999, Bernard scelse di rimanere con Panoz e si rivelò la sua migliore stagione in carriera nelle corse di auto sportive. Partecipò anche alla 24 Ore di Le Mans ottenendo il settimo posto insieme a David Brabham e Butch Leitzinger, alla guida di una Panoz LMP-1 Roadster-S numero 12.
Bernard guidò quella stessa auto anche nella stagione inaugurale della American Le Mans Series e vinse due gare, il Rose City Grand Prix a Portland e Petit Le Mans a Road Atlanta, arrivando secondo nella classifica finale della classe LMP. Panoz Motorsports vinse il titolo di campionato a squadre. Nel 1999 partecipò part-time alla SportsRacing World Cup, guidando una Lola-Judd per DAMS. Conquistò tre vittorie finendo nono nella classifica finale.

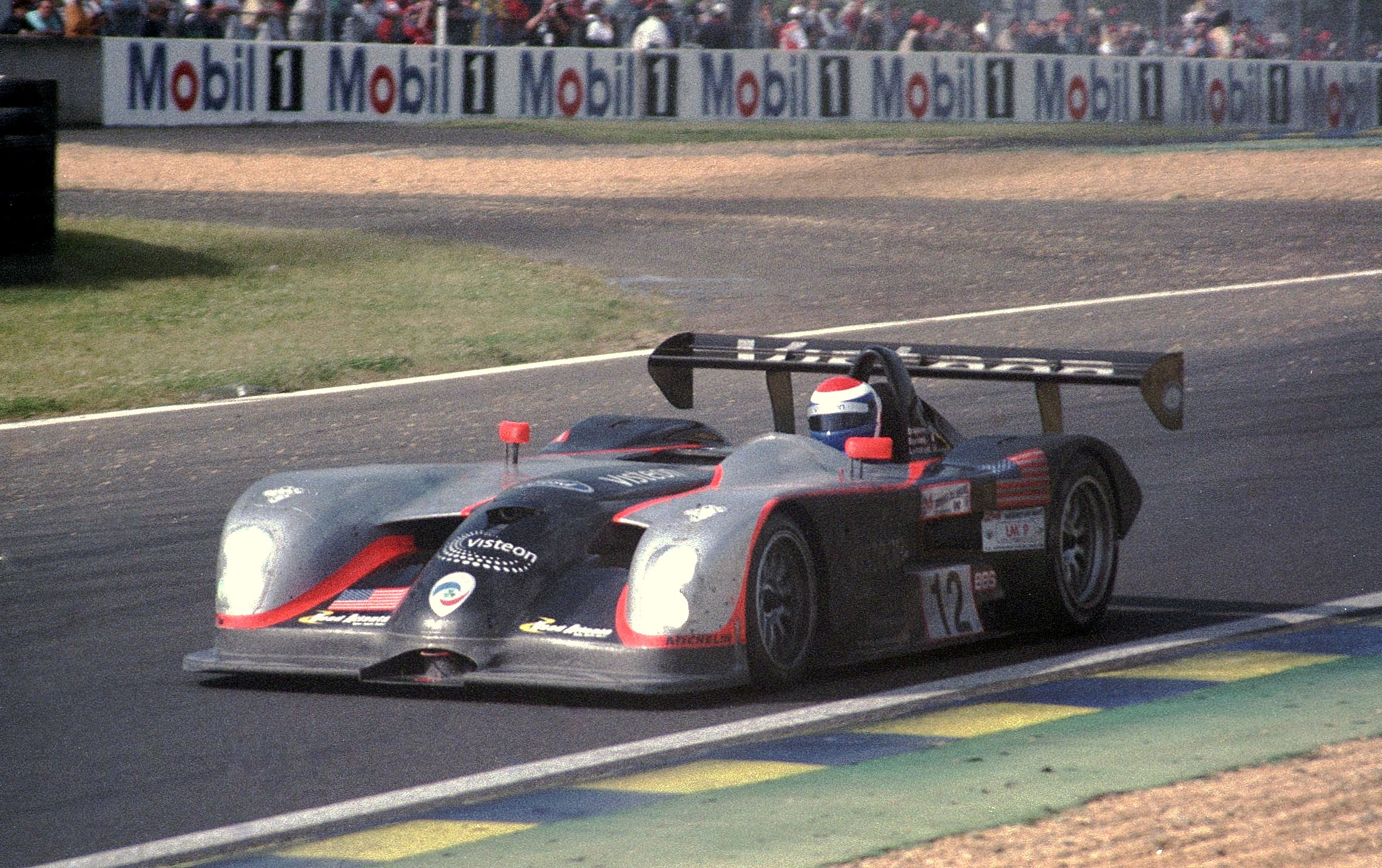
Èric Bernard nel 1999 durante la 24 ore di Le Mans

Nel 2000 corse ancora con DAMS, ma il team passò da Panoz al progetto Cadillac Northstar. Bernard guidava un prototipo sia nell'American Le Mans Series che nella SportsRacing World Cup, ma senza risultati degni di nota. A Le Mans arrivò 19ª assoluto insieme a Emmanuel Collard e Franck Montagny.
Nel 2001 partecipò unicamente alla 24 Ore di Le Mans, senza raggiungere il traguardo, ma si occupò soprattutto di sviluppare la Cadillac Northstar LMP900 come collaudatore, testandola in pista sul circuito di Mid-Ohio. Tornò in ALMS nel 2002, trascorrendo la sua ultima stagione con il Team Cadillac. Alla 24 Ore di Le Mans, al suo ottavo tentativo, ha concluso al 12º posto, condividendo la Cadillac Northstar LMP02 # 7 con Emmanuel Collard e JJ Lehto. L'ultima gara di Bernard fu la Petit Le Mans nell'ottobre 2002, conclusa al quarto posto.
Per il 2003, dopo aver valutato un possibile passaggio in Indycar o un rinnovo con Cadillac, optò per il ritiro dal mondo automobilistico.

## Vita privata
Bernard è il padrino di Charles Pic e Arthur Pic. Quando Charles ha compiuto 12 anni, Bernard gli comprò il primo kart e da lì ha iniziato la sua carriera automobilistica mentre con Arthur diventò il suo coach. Aveva rapporti con la famiglia Pic fin da quando era nella F3000. Da giovane studiò agricoltura e questa passione la sviluppò soprattutto nel biennio 1989-1990. Oggi Bernard fa il coltivatore di tartufi. Bernard è un amico di Jean Alesi ed Erik Comas fin dai tempi della Formula Renault.

## Risultati

### Risultati Formula 3 Macao
| Anno | Team       | Vettura   | Motore     | 1     |
| ---- | ---------- | --------- | ---------- | ----- |
| 1987 | KTR Racing | Ralt RT31 | Alfa Romeo | MAC 8 |

Risultati in Formula 
3000
| Anno | Team               | Vettura     | Motore      | 1       | 2       | 3       | 4      | 5       | 6     | 7       | 8       | 9       | 10    | 11    | Pos. | Punti |
| ---- | ------------------ | ----------- | ----------- | ------- | ------- | ------- | ------ | ------- | ----- | ------- | ------- | ------- | ----- | ----- | ---- | ----- |
| 1988 | Team Ralt          | Ralt RT22   | Judd        | JER 6   | VAL 10  | PAU 4   | SIL 11 | MNZ DNQ | PER   |         |         |         |       |       | 9°   | 13    |
| 1988 | Bromley Motorsport | Reynard 88D | Cosworth    |         |         |         |        |         |       | BRH DSQ | BIR DSQ | BUG Ret | ZOL 4 | DIJ 2 | 9°   | 13    |
| 1989 | DAMS               | Lola T89/50 | Mugen Honda | SIL Ret | VAL Ret | PAU Ret | JER 1  | PER Ret | BRH 4 | BIR 4   | SPA Ret | BUG 3   | DIJ 2 |       | 3°   | 25    |

### Risultati in Formula 1
| 1989 | Scuderia  | Vettura |  |  |  |  |  |  |    |     |  |  |  |  |  |  |  |  |  | Punti | Pos. |
| ---- | --------- | ------- |  |  |  |  |  |  | -- | --- |  |  |  |  |  |  |  |  |  | ----- | ---- |
| 1989 | Larrousse | LC89    |  |  |  |  |  |  | 11 | Rit |  |  |  |  |  |  |  |  |  | 0     |      |

| 1990 | Scuderia  | Vettura |   |     |    |   |   |     |   |   |     |   |   |     |     |     |     |     |  | Punti | Pos. |
| ---- | --------- | ------- | - | --- | -- | - | - | --- | - | - | --- | - | - | --- | --- | --- | --- | --- |  | ----- | ---- |
| 1990 | Larrousse | LC90    | 8 | Rit | 13 | 6 | 9 | Rit | 8 | 4 | Rit | 6 | 9 | Rit | Rit | Rit | Rit | Rit |  | 5     | 13º  |

| 1991 | Scuderia  | Vettura |     |     |     |   |     |   |     |     |     |     |     |     |    |     |     |  |  | Punti | Pos. |
| ---- | --------- | ------- | --- | --- | --- | - | --- | - | --- | --- | --- | --- | --- | --- | -- | --- | --- |  |  | ----- | ---- |
| 1991 | Larrousse | LC91    | Rit | Rit | Rit | 9 | Rit | 6 | Rit | Rit | Rit | Rit | Rit | Rit | NQ | Rit | NPQ |  |  | 1     | 21º  |

| 1994 | Scuderia     | Vettura   |     |    |    |     |   |    |     |    |   |    |    |   |    |    |  |  |  | Punti | Pos. |
| ---- | ------------ | --------- | --- | -- | -- | --- | - | -- | --- | -- | - | -- | -- | - | -- | -- |  |  |  | ----- | ---- |
| 1994 | Ligier Lotus | JS39B 109 | Rit | 10 | 12 | Rit | 8 | 13 | Rit | 13 | 3 | 10 | 10 | 7 | 10 | 18 |  |  |  | 4     | 18º  |

| Legenda | 1º posto     | 2º posto | 3º posto    | A punti         | Senza punti/Non class.  | Grassetto – Pole position Corsivo – Giro più veloce |
| Legenda | Squalificato | Ritirato | Non partito | Non qualificato | Solo prove/Terzo pilota | Grassetto – Pole position Corsivo – Giro più veloce |

### Risultati Le Mans 24 Ore
| Anno | Scuderia                           | Vettura                | Secondo pilota           | Terzo pilota     | Posizione | Causa ritiro    |
| ---- | ---------------------------------- | ---------------------- | ------------------------ | ---------------- | --------- | --------------- |
| 1995 | Francia Courage Compétiton         | Courage C41            | Henri Pescarolo          | Franck Lagorce   | Ritiro    | Frizione        |
| 1996 | Italia Enna SRL Igol               | Ferrari F40 GTE        | Jean-Marc Gounon         | Paul Belmondo    | Ritiro    | Elettronica     |
| 1997 | Francia DAMS                       | Panoz Esperante GTR-1  | Jean-Christophe Boullion | Franck Lagorce   | Ritiro    | Pompa dell'olio |
| 1998 | Stati Uniti Panoz Motorsports Inc. | Panoz Esperante GTR-1  | Christophe Tinseau       | Johnny O’Connell | Ritiro    | Cambio          |
| 1999 | Stati Uniti Panoz Motorsports      | Panoz LMP-1            | David Brabham            | Butch Leitzinger | 7°        |                 |
| 2000 | Francia Team DAMS                  | Cadillac Northstar LMP | Emmanuel Collard         | Franck Montagny  | 19°       |                 |
| 2001 | Francia DAMS                       | Cadillac Northstar LMP | Emmanuel Collard         | Marc Goossens    | Ritiro    | Incidente       |
| 2002 | Francia DAMS                       | Cadillac Northstar LMP | Emmanuel Collard         | JJ Lehto         | 12°       |                 |

## Curiosità
Bernard è presente nei videogiochi Grand Prix 1, Grand Prix 2 e rFactor 1  (sotto licenza Panoz).